# Jakob Conrad Back
Pour les articles homonymes, voir Back.
Jakob Conrad Back est un graveur au burin actif à Francfort-sur-le-Main vers 1760.

## Biographie
Selon l'historien de l'art allemand Philipp Friedrich Gwinner (Kunst und Künstler in Frankfurt am Main, 1862), Back vit une grande partie de sa vie à Offenbach. Ses travaux sont cités avec éloge dans l'ouvrage de Chev. Berny de Nogent, Recueil de portraits et figures, daté de 1761.